# Governo dos Estados Unidos
O Governo Federal dos Estados Unidos da América (governo federal dos EUA ou governo dos EUA) é o governo nacional dos Estados Unidos.
O governo federal dos EUA é composto por três ramos distintos: legislativo, executivo e judiciário. Os poderes desses três ramos são definidos e atribuídos pela Constituição dos EUA, que está em vigor continuamente desde 4 de maio de 1789. Os poderes e deveres desses ramos são ainda definidos por Atos do Congresso, incluindo a criação de departamentos executivos e tribunais subordinados à Suprema Corte dos EUA.
Na divisão federal de poderes, o governo federal compartilha a soberania com cada um dos 50 estados em seus respectivos territórios. A lei dos EUA reconhece as tribos indígenas como possuidoras de poderes soberanos, embora sujeitas à jurisdição federal.

## Nomeação
O nome completo da república é "Estados Unidos da América". Nenhum outro nome aparece na Constituição, e este é o nome que aparece no dinheiro, em tratados e em processos judiciais dos quais a nação é parte. Os termos "Governo dos Estados Unidos da América" ou "Governo dos Estados Unidos" são frequentemente usados em documentos oficiais para representar o governo federal como distinto dos estados coletivamente.
Em conversas ou escritos informais, o termo "Governo Federal" é frequentemente utilizado, e o termo "Governo dos EUA" é às vezes usado. Os termos "Federal" e "Nacional" em nomes de agências ou programas governamentais geralmente indicam afiliação com o governo federal; por exemplo, o Federal Bureau of Investigation (FBI), a Administração Oceânica e Atmosférica Nacional (NOAA), e o Serviço Nacional de Parques (NPS). Como a sede do governo está em Washington, D.C., "Washington" às vezes é usado como metonímia para o governo federal.

## História
O governo dos Estados Unidos foi estabelecido por meio de uma série de iniciativas no final do século XVIII, começando com a decisão de criar o Exército Continental e nomear George Washington como seu comandante. O Exército Continental resistiu aos britânicos durante a Guerra de Independência dos Estados Unidos, iniciada em 1775. No ano seguinte, em julho de 1776, os delegados do Segundo Congresso Continental, reunidos no atual Independence Hall, na então capital colonial da Filadélfia, adotaram por unanimidade a Declaração de Independência dos Estados Unidos, com a assinatura dos 56 delegados coloniais. Em setembro de 1783, as Treze Colônias saíram vitoriosas sobre os britânicos na Guerra de Independência, estabelecendo os Estados Unidos como uma nação independente. Em 4 de março de 1789, novamente reunidas na Filadélfia, as colônias ratificaram e adotaram a Constituição dos Estados Unidos, que estabeleceu o regime federal de governo e se baseava amplamente no federalismo, no republicanismo e na democracia.
Segundo a Constituição dos EUA, o poder do governo federal é compartilhado entre os ramos executivo, legislativo e judiciário, os governos estaduais e o povo. Trata-se de um sistema misto — nem uma república pura, nem uma democracia pura — frequentemente descrito como uma república democrática, democracia representativa ou república constitucional.
A interpretação e a aplicação desses princípios — incluindo quais poderes o governo federal deve ter e como esses poderes podem ser exercidos — têm sido debatidas desde a adoção da Constituição. Alguns defendem uma atuação federal mais ampla, enquanto outros advogam por um papel mais limitado do governo central em relação aos indivíduos, aos estados ou a outras entidades reconhecidas.
Desde a Guerra Civil Americana, os poderes do governo federal se expandiram significativamente, embora tenha havido períodos, após esse conflito, em que o poder legislativo foi mais proeminente — especialmente nas décadas seguintes à guerra — ou quando defensores dos direitos dos estados conseguiram limitar o poder federal por meio de ações legislativas, prerrogativas executivas ou interpretações constitucionais por parte dos tribunais.
Um dos pilares teóricos da Constituição dos EUA é a ideia de "freios e contrapesos" entre os poderes e responsabilidades dos três ramos do governo: o executivo, o legislativo e o judiciário. Por exemplo, embora o Congresso, o ramo legislativo do governo federal, tenha o poder de criar leis, o poder executivo, sob o presidente, pode vetar legislações — um ato que, por sua vez, pode ser derrubado pelo Congresso. O presidente nomeia os juízes para a mais alta autoridade judiciária do país, a Suprema Corte (bem como para os tribunais federais inferiores), mas esses indicados precisam ser aprovados pelo Congresso. A Suprema Corte, por sua vez, pode invalidar leis inconstitucionais aprovadas pelo Congresso.

## Poder Legislativo

Selo do Congresso dos Estados Unidos

O Congresso dos Estados Unidos, conforme o Artigo I da Constituição, é o ramo legislativo do governo federal. Ele é bicameral, composto pela Câmara dos Representantes e pelo Senado.

### Composição do Congresso

#### Câmara dos Representantes
A Câmara dos Representantes dos EUA é composta por 435 membros com direito a voto, cada um representando um distrito congressional no estado em que foi eleito. A distribuição das cadeiras entre os 50 estados é determinada com base nas populações estaduais e é atualizada após cada Censo decenal dos EUA. Cada membro cumpre um mandato de dois anos.
Para ser eleito como representante, o indivíduo deve ter pelo menos 25 anos de idade, ser cidadão dos Estados Unidos há pelo menos sete anos e residir no estado que representa.
Além dos 435 membros com direito a voto, há seis membros sem direito a voto, compostos por cinco delegados e um comissário residente. Há um delegado de Washington, D.C., Guam, Ilhas Virgens, Samoa Americana, Comunidade das Ilhas Marianas do Norte e um comissário residente de Porto Rico.
Diferentemente do Senado dos EUA, todos os membros da Câmara dos Representantes devem ser eleitos e não podem ser nomeados. Em caso de vacância, a cadeira deve ser preenchida por meio de uma eleição especial, conforme exigido pelo Artigo I da Constituição dos EUA.

#### Senado
Por outro lado, o Senado é composto por dois senadores de cada estado, independentemente da população. Atualmente, há 100 senadores (dois de cada um dos 50 estados), cada um com mandato de seis anos. Aproximadamente um terço do Senado é renovado a cada dois anos.
Se ocorrer uma vacância, o governador do estado pode nomear um substituto para completar o mandato ou ocupar o cargo até que uma eleição especial possa ser realizada.

#### Poderes separados
A Câmara e o Senado possuem poderes exclusivos específicos. Por exemplo, o Senado deve aprovar (dar “conselho e consentimento”) muitas nomeações presidenciais importantes, incluindo membros do gabinete, juízes federais (incluindo indicados à Suprema Corte), secretários de departamentos (chefes dos departamentos do Poder Executivo federal), oficiais das Forças Armadas e navais dos EUA, e embaixadores para países estrangeiros. Todos os projetos de lei para arrecadação de receita devem se originar na Câmara dos Representantes. A aprovação de ambas as câmaras é necessária para a aprovação de qualquer legislação, que só se torna lei após ser assinada pelo presidente (ou, se o presidente vetar o projeto, ambas as casas do Congresso podem reaprová-lo com maioria de dois terços em cada uma, fazendo com que o projeto se torne lei sem a assinatura presidencial). Os poderes do Congresso são limitados àqueles enumerados na Constituição; todos os demais poderes são reservados aos estados e ao povo.
A Constituição também inclui a Cláusula Necessária e Adequada, que concede ao Congresso o poder de “fazer todas as leis que forem necessárias e apropriadas para executar os poderes anteriores”. Os membros da Câmara e do Senado são eleitos por voto majoritário simples em todos os estados, exceto Luisiana e Geórgia, que realizam segundo turno, e Maine e Alasca, que utilizam votação por classificação (ranked-choice voting).

#### Impeachment de autoridades federais
O Congresso tem o poder de remover o presidente, juízes federais e outras autoridades federais de seus cargos. A Câmara dos Representantes e o Senado têm papéis distintos nesse processo. A Câmara deve primeiro votar pelo impeachment da autoridade. Em seguida, é realizado um julgamento no Senado para decidir se o oficial será ou não removido do cargo. Até 2023, três presidentes foram impeachados: Andrew Jackson, Bill Clinton e Donald Trump (este último duas vezes). Nenhum deles foi removido do cargo após o julgamento no Senado.

#### Procedimentos legislativos
O Artigo I, Seção 2, parágrafo 2 da Constituição dos EUA concede a cada câmara o poder de “determinar as regras de seus procedimentos”. A partir dessa disposição, foram criados os comitês congressionais, responsáveis pela elaboração de projetos de lei e pela condução de investigações sobre assuntos nacionais. O 118º Congresso (2023–2025) conta com 20 comissões permanentes na Câmara e 19 no Senado, além de 4 comissões permanentes conjuntas com membros de ambas as casas, que supervisionam a Biblioteca do Congresso, impressão, tributação e a economia. Além disso, cada casa pode nomear comissões especiais ou seletivas para estudar problemas específicos. Atualmente, boa parte do trabalho legislativo é realizado pelos subcomitês, que somam cerca de 150.

### Poderes do Congresso

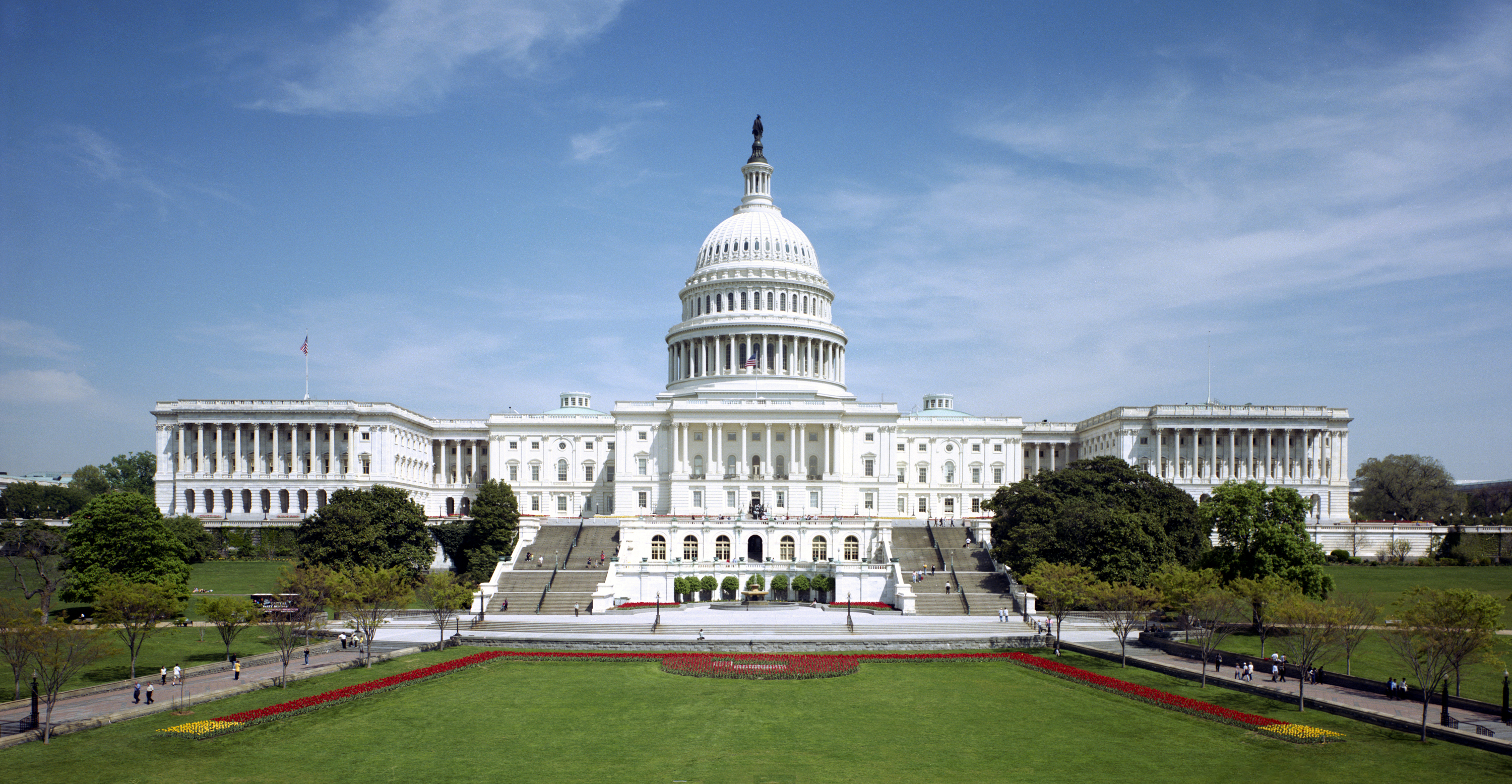
O Capitólio dos Estados Unidos, a sede do governo do Congresso, o poder legislativo do governo dos EUA

A Constituição concede inúmeros poderes ao Congresso. Enumerados no Artigo I, Seção 8, incluem os poderes de arrecadar e cobrar impostos; cunhar moeda e regular seu valor; prever punições para falsificação; estabelecer correios e estradas; emitir patentes; criar tribunais federais inferiores à Suprema Corte; combater pirataria e crimes no mar; declarar guerra; levantar e sustentar exércitos; manter uma marinha; criar regras para as forças armadas; prover, armar e disciplinar a milícia; exercer legislação exclusiva no Distrito de Columbia; regular o comércio interestadual; e legislar para executar adequadamente esses poderes. Ao longo dos mais de dois séculos desde a formação dos Estados Unidos, muitos conflitos surgiram sobre os limites dos poderes do governo federal. Esses conflitos frequentemente se tornaram ações judiciais decididas pela Suprema Corte dos Estados Unidos.

#### Fiscalização congressual
A função de fiscalização do Congresso tem como objetivos prevenir desperdícios e fraudes, proteger liberdades civis e direitos individuais, garantir que o Poder Executivo cumpra a lei, obter informações para elaborar legislações e educar o público, além de avaliar o desempenho do Executivo.
Essa função se aplica aos departamentos de gabinete, agências executivas, comissões reguladoras e à Presidência.
A fiscalização congressual assume várias formas:
- Inquéritos e audiências de comitês
- Consultas formais e relatórios do presidente
- Aconselhamento e consentimento do Senado para nomeações presidenciais e tratados
- Processos de impeachment na Câmara e julgamentos subsequentes no Senado
- Procedimentos da Câmara e do Senado sob a 25ª Emenda se o presidente ficar incapacitado ou se o cargo de vice-presidente estiver vago
- Reuniões informais entre legisladores e autoridades do Executivo
- Composição do Congresso: cada estado recebe um número de cadeiras com base em sua representação (ou representação simbólica, no caso de D.C.) na Câmara dos Representantes. Cada estado possui dois senadores, independentemente da população. Em novembro de 2023, o Distrito de Columbia e os territórios americanos — Samoa Americana, Ilhas Virgens, Guam, Porto Rico e Ilhas Marianas do Norte — elegem um representante sem direito a voto para a Câmara dos Representantes.[13]

### Presidente

O selo do presidente dos Estados Unidos

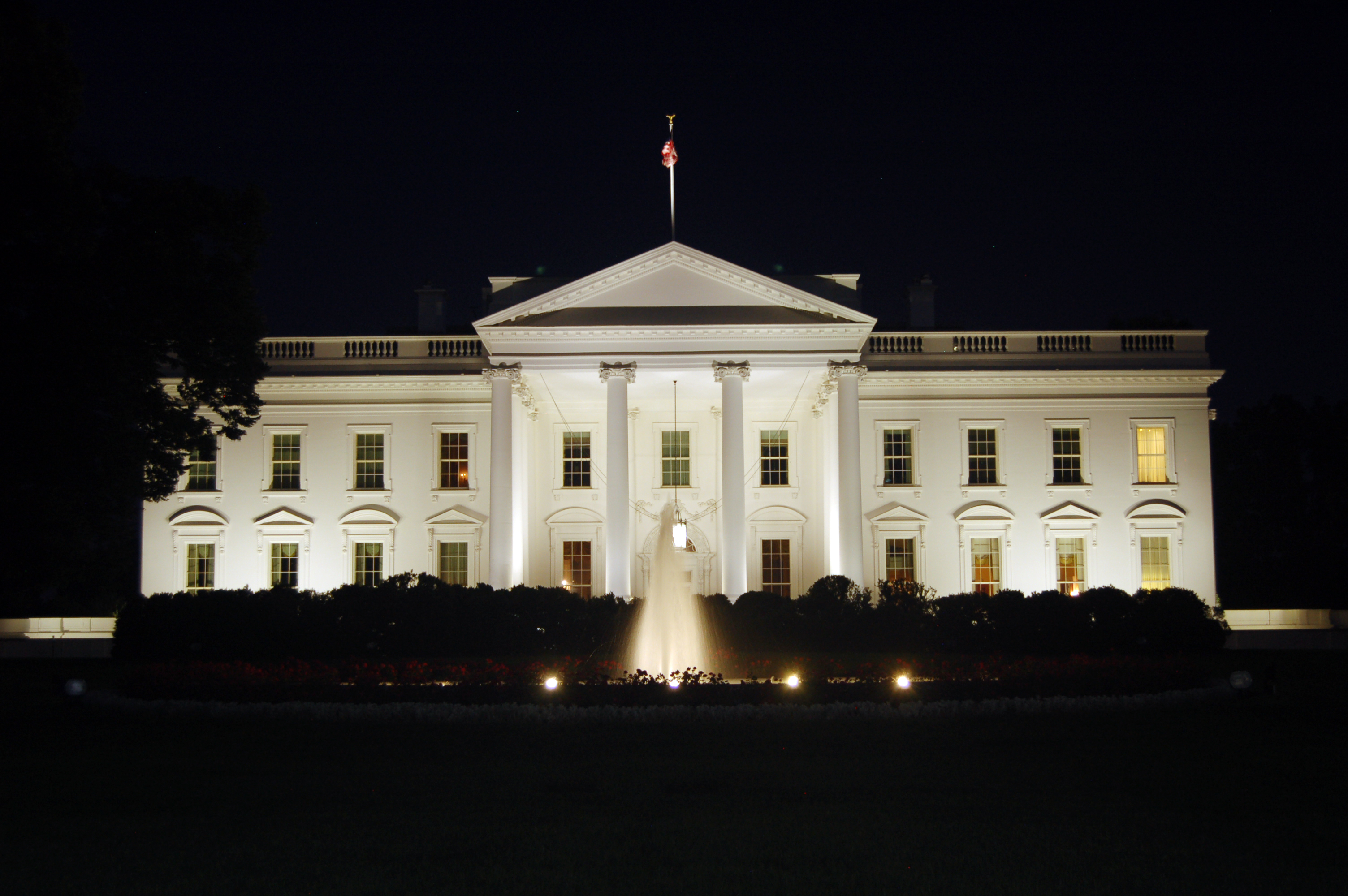
A Casa Branca inclui o gabinete do presidente dos EUA, conhecido como Salão Oval, e os gabinetes dos principais assessores e funcionários presidenciais.

## Poder Executivo

### Poderes e deveres executivos
O Poder Executivo é estabelecido no Artigo II da Constituição dos Estados Unidos, que confere o poder executivo ao presidente dos Estados Unidos. O presidente é tanto o chefe de Estado (realizando funções cerimoniais) quanto o chefe de governo (o principal executivo). A Constituição determina que o presidente deve “zelar para que as leis sejam fielmente executadas” e exige que o presidente jure ou afirme que irá “preservar, proteger e defender a Constituição dos Estados Unidos”. Os estudiosos jurídicos William P. Marshall e Saikrishna B. Prakash escrevem sobre essa cláusula: “o presidente não pode violar a lei federal nem ordenar que seus subordinados o façam, pois a desobediência não pode ser considerada uma execução fiel da lei”. A Constituição também incorpora restrições herdadas do direito inglês quanto à suspensão ou dispensa do cumprimento das leis, com alguns interpretando que a cláusula proíbe ambos os atos. Muitas ações presidenciais são realizadas por meio de ordens executivas, proclamações presidenciais e memorandos presidenciais.
O presidente é o comandante em chefe das Forças Armadas. Pela Cláusula de Recepção, o presidente tem poder para “receber embaixadores e outros ministros públicos”; o presidente tem ampla autoridade para conduzir relações exteriores, sendo geralmente considerado o único detentor do poder de reconhecimento diplomático, e é o principal diplomata dos Estados Unidos. No entanto, o Congresso também desempenha um papel importante na legislação de assuntos externos e pode, por exemplo, “instituir um embargo comercial, declarar guerra a um governo estrangeiro reconhecido pelo presidente ou recusar-se a destinar verbas para uma embaixada nesse país”. O presidente também pode negociar e assinar tratados, mas sua ratificação exige o consentimento de dois terços do Senado.
A Cláusula de Nomeações do Artigo II estabelece que o presidente “deverá nomear, com o aconselhamento e consentimento do Senado, embaixadores, outros ministros públicos e cônsules, juízes da Suprema Corte e todos os demais oficiais dos Estados Unidos”, ao mesmo tempo em que permite que “o Congresso, por lei, possa determinar que a nomeação de certos oficiais inferiores seja feita exclusivamente pelo presidente, pelos tribunais ou pelos chefes de departamentos”. Essas nomeações delegam “por autoridade legal uma parcela dos poderes soberanos do governo federal”.
A Constituição concede ao presidente o “poder de conceder indultos e perdões por delitos contra os Estados Unidos, exceto em casos de impeachment”; esse poder de clemência inclui a possibilidade de emitir perdões absolutos ou condicionais, comutar penas, anular multas e conceder anistias gerais. O poder de clemência presidencial se aplica apenas a crimes federais, não se estendendo a crimes estaduais.
O presidente também possui poderes informais além de seus poderes formais. Por exemplo, o presidente exerce grande influência na definição da agenda legislativa e política, e normalmente desempenha um papel central como líder de seu partido político.

#### Eleição, sucessão e limites de mandato
O presidente e o vice-presidente são normalmente eleitos juntos como companheiros de chapa pelo Colégio Eleitoral; cada estado possui um número de votos eleitorais igual ao tamanho de sua delegação no Congresso (isto é, seu número de representantes na Câmara mais seus dois senadores). O Distrito de Colúmbia tem um número de votos eleitorais "igual ao número total de senadores e representantes no Congresso a que o Distrito teria direito se fosse um estado, mas nunca mais do que o estado menos populoso". Um presidente também pode assumir o cargo por meio da sucessão. Como originalmente redigido, a Constituição não estabelecia um limite de tempo para que um presidente pudesse servir; no entanto, a Vigésima Segunda Emenda, ratificada em 1951, limita qualquer presidente a dois mandatos de quatro anos (8 anos); a emenda estabelece especificamente que “o tempo máximo de serviço de um presidente é de 10 anos”, ao prever que, “se uma pessoa suceder ao cargo de presidente sem eleição e servir por menos de dois anos, poderá concorrer a dois mandatos completos; caso contrário, alguém que assuma a presidência por sucessão só poderá cumprir um único mandato eleito”.

#### Poder de veto, impeachment e outras questões

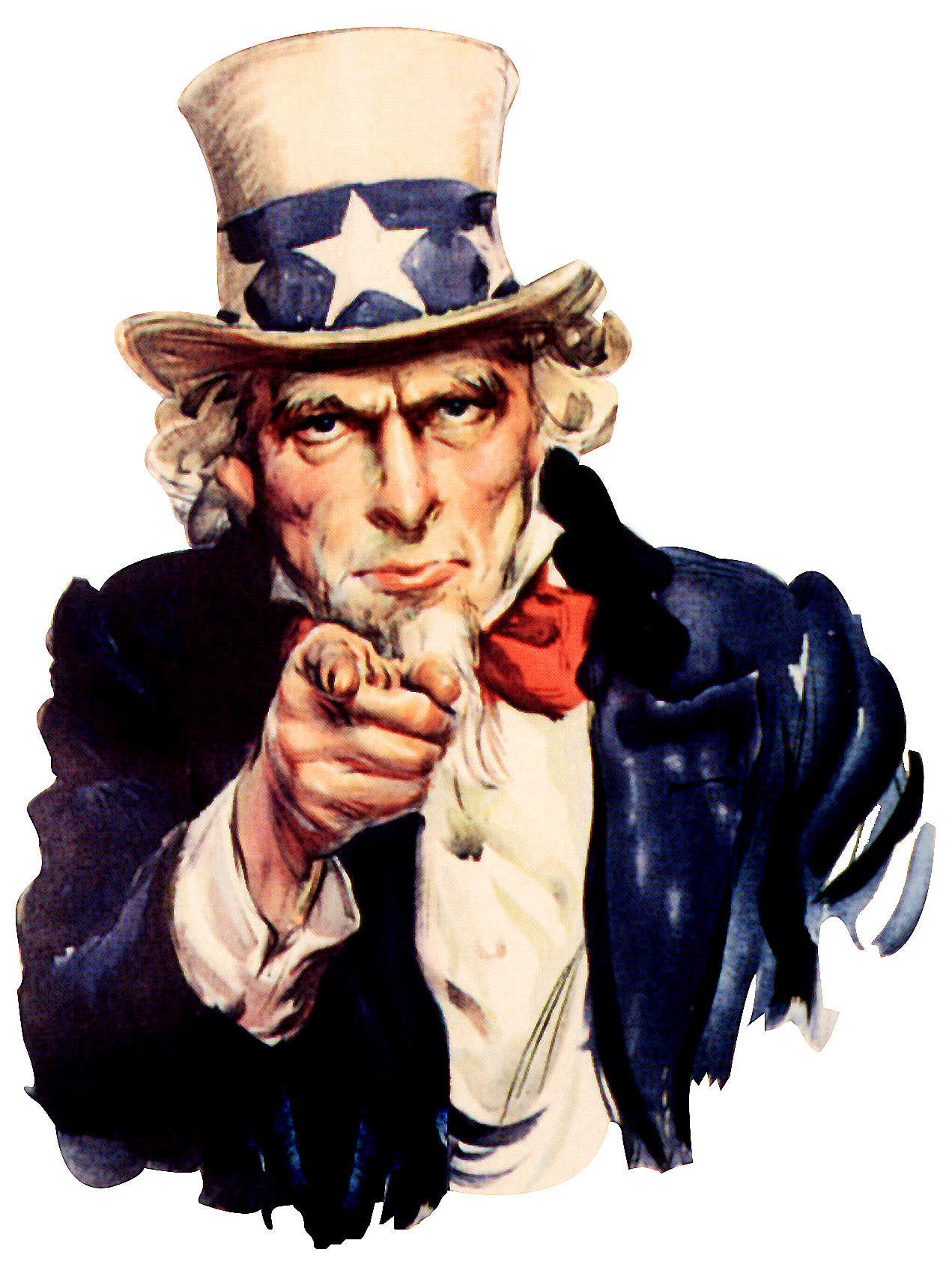
Tio Sam, uma personificação comum do governo federal dos EUA, retratada em uma ilustração do início do século XX

Pela Cláusula de Apresentação do Artigo I, um projeto de lei aprovado pelas duas câmaras do Congresso deve ser apresentado ao presidente, que pode sancionar o projeto, transformando-o em lei, ou vetá-lo, devolvendo-o à câmara de origem. Se o presidente não assinar nem vetar o projeto “dentro de dez dias (excluindo os domingos) após sua apresentação”, ele se torna lei automaticamente, “a menos que o Congresso, por meio de seu adiamento, impeça a devolução do projeto; nesse caso, ele não se tornará lei” — o que é conhecido como veto de bolso (pocket veto). Um veto presidencial pode ser derrubado por uma votação de dois terços em ambas as casas do Congresso — algo que ocorre relativamente raramente.
O presidente pode ser impeachmentado pela maioria na Câmara e removido do cargo por dois terços do Senado, nos casos de “traição, suborno ou outros crimes e contravenções graves”.
O presidente não pode dissolver o Congresso, mas tem o poder constitucional de adiar o Congresso quando a Câmara e o Senado não conseguem chegar a um acordo sobre quando se deve encerrar a sessão; nenhum presidente jamais usou esse poder. O presidente também tem o poder de, “em ocasiões extraordinárias, convocar ambas as casas, ou qualquer uma delas”; esse poder já foi utilizado “para considerar nomeações, guerras e legislações emergenciais”. Essa seção concede ao presidente a discrição de convocar o Congresso em ocasiões extraordinárias, um poder especial que tem sido usado para reunir as câmaras a fim de considerar assuntos urgentes.

### Vice-presidente

Selo do vice-presidente dos Estados Unidos

O vice-presidente é o segundo mais alto funcionário em posição hierárquica no governo federal. Os deveres e poderes do vice-presidente estão estabelecidos no poder legislativo do governo federal, conforme o Artigo I, Seção 3, Cláusulas 4 e 5 da Constituição, na qualidade de presidente do Senado; isso significa que ele é o oficial designado para presidir o Senado. Nessa função, o vice-presidente tem autoridade (ex officio, já que não é um membro eleito do Senado) para desempatar votações. Nos termos da Décima Segunda Emenda, o vice-presidente preside a sessão conjunta do Congresso quando ela se reúne para contar os votos do Colégio Eleitoral. Como primeiro na linha de sucessão presidencial dos EUA, os deveres e poderes do vice-presidente passam ao Poder Executivo quando ele se torna presidente em caso de morte, renúncia ou remoção do presidente — o que já ocorreu nove vezes na história dos Estados Unidos. Por fim, em uma situação de sucessão conforme a Vigésima Quinta Emenda, o vice-presidente se torna presidente interino, assumindo todos os poderes e deveres do presidente, exceto o título formal de presidente. Assim, dependendo das circunstâncias, a Constituição designa o vice-presidente como atuando rotineiramente no Poder Legislativo, podendo suceder ao Executivo como presidente, ou estar em ambos os poderes como presidente interino de acordo com a Vigésima Quinta Emenda. Devido a essas circunstâncias e à natureza sobreposta dos deveres e poderes atribuídos ao cargo — bem como ao título do cargo e outras questões — surgiu uma viva disputa entre estudiosos sobre a possibilidade (ou não) de se atribuir ao cargo de vice-presidente uma designação exclusiva a apenas um dos poderes.

### Gabinete, departamentos executivos e agências
O Artigo II, Seção 2 da Constituição estabelece a criação de um Gabinete presidencial. A função do Gabinete é aconselhar o presidente e executar os programas e leis do governo federal. O Gabinete é composto pelo vice-presidente e pelos líderes de 15 departamentos executivos. Esses departamentos executivos são os Departamentos de Estado, Tesouro, Defesa, Justiça, Interior, Agricultura, Comércio, Trabalho, Saúde e Serviços Humanos, Habitação e Desenvolvimento Urbano, Transporte, Energia, Educação, Assuntos de Veteranos e Segurança Interna.
Além disso, há outros sete membros do Gabinete que são nomeados pelo presidente. Estes são o Chefe de Gabinete da Casa Branca, o Administrador da Agência de Proteção Ambiental, o Diretor do Escritório de Gestão e Orçamento, o Representante de Comércio dos Estados Unidos, o Embaixador dos EUA nas Nações Unidas, o Presidente do Conselho de Assessores Econômicos e o Administrador da Administração de Pequenas Empresas.
Os chefes dos 15 departamentos são escolhidos pelo presidente e aprovados com o "parecer e consentimento" do Senado dos Estados Unidos. Uma vez confirmados, esses "secretários do Gabinete" servem a critério do presidente.
Além dos departamentos executivos, várias organizações de apoio estão agrupadas no Gabinete Executivo do Presidente (EOP), que foi criado em 1939 pelo presidente Franklin D. Roosevelt. O EOP é supervisionado pelo Chefe de Gabinete da Casa Branca. O EOP inclui a equipe da Casa Branca, o Conselho de Segurança Nacional, o Escritório de Gestão e Orçamento, o Conselho de Assessores Econômicos, o Conselho de Qualidade Ambiental, o Escritório do Representante de Comércio dos EUA, o Escritório de Política Nacional de Controle de Drogas e o Escritório de Política de Ciência e Tecnologia.
Fora do EOP e dos departamentos executivos, há várias agências independentes. Estas incluem o Serviço Postal dos Estados Unidos (USPS), a NASA, a Agência Central de Inteligência (CIA), a Agência de Proteção Ambiental (EPA) e a Agência dos Estados Unidos para o Desenvolvimento Internacional (USAID). Além disso, existem corporações estatais, incluindo a Federal Deposit Insurance Corporation e a Corporação Nacional de Transporte Ferroviário de Passageiros.

## Poder Judiciário
O Judiciário, segundo o Artigo III da Constituição, interpreta e aplica as leis. Esse ramo faz isso por meio da análise e eventual decisão em diversos casos legais.

### Visão geral do Judiciário federal

Selo da Suprema Corte dos EUA

O Artigo III, seção I da Constituição estabelece a Suprema Corte dos Estados Unidos e autoriza o Congresso dos Estados Unidos a criar tribunais inferiores conforme a necessidade. A seção I também estabelece a vitaliciedade dos mandatos de todos os juízes federais e afirma que sua remuneração não pode ser reduzida durante o período em que estiverem no cargo. O Artigo II, seção II estabelece que todos os juízes federais devem ser nomeados pelo presidente e confirmados pelo Senado dos Estados Unidos.
O Ato Judiciário de 1789 subdividiu o país jurisdicionalmente em distritos judiciais e criou tribunais federais para cada distrito. A estrutura de três níveis desse ato estabeleceu a base do Judiciário nacional: a Suprema Corte, 13 cortes de apelação, 94 tribunais distritais e dois tribunais de jurisdição especial. O Congresso mantém o poder de reorganizar ou até abolir os tribunais federais abaixo da Suprema Corte.
A Suprema Corte dos EUA decide casos e controvérsias que incluem questões relacionadas ao governo federal, disputas entre estados e interpretação da Constituição dos Estados Unidos e, em geral, pode declarar inconstitucional qualquer legislação ou ação executiva feita em qualquer nível de governo, anulando a lei e criando precedente para futuras leis e decisões. A Constituição dos Estados Unidos não menciona especificamente o poder de controle judicial, que é o poder de declarar uma lei inconstitucional. Houve ocasiões no passado em que tais declarações foram ignoradas pelos outros dois poderes. Abaixo da Suprema Corte estão os Tribunais de Apelação dos Estados Unidos, e abaixo deles estão os Tribunais Distritais dos Estados Unidos, que são os tribunais de primeira instância para a lei federal e para certas controvérsias entre partes que não são consideradas cidadãs do mesmo estado, conhecidas como jurisdição por diversidade.
Há três níveis de tribunais federais com jurisdição geral, que são tribunais que lidam com ações penais e civis entre indivíduos. Outros tribunais, como os tribunais de falência e o Tribunal Fiscal dos EUA, são tribunais especializados que tratam apenas de certos tipos de casos, conhecidos como jurisdição por matéria. Os Tribunais de Falência são supervisionados pelos tribunais distritais e, como tal, não são considerados parte do Judiciário do Artigo III. Assim, seus juízes não têm mandato vitalício, nem são constitucionalmente protegidos contra redução de remuneração. O Tribunal Fiscal é um tribunal do Artigo I, não do Artigo III.
Os tribunais distritais são os tribunais de primeira instância onde casos considerados sob o Código Judiciário (Título 28 do Código dos Estados Unidos), conforme os princípios jurisdicionais da jurisdição federal por questão, jurisdição por diversidade e jurisdição acessória, podem ser ajuizados e decididos. Os tribunais distritais também podem julgar casos sob jurisdição por remoção, em que um processo iniciado em um tribunal estadual atende aos requisitos de jurisdição por diversidade e uma das partes decide "remover" o caso do tribunal estadual para o tribunal federal.
Os Tribunais de Apelação dos Estados Unidos são tribunais de apelação que analisam recursos de decisões dos tribunais distritais, alguns recursos diretos de agências administrativas e alguns recursos interlocutórios. A Suprema Corte dos EUA analisa recursos de decisões dos tribunais de apelação ou das supremas cortes estaduais e, além disso, possui jurisdição originária sobre alguns poucos casos.
O poder judiciário se estende a casos decorrentes da Constituição, de um ato do Congresso, de um tratado dos EUA, de casos envolvendo embaixadores, ministros e cônsules de países estrangeiros nos EUA, de casos e controvérsias em que o governo federal seja parte, de controvérsias entre estados (ou seus cidadãos) e nações estrangeiras (ou seus cidadãos ou súditos) e de casos de falência (coletivamente chamados de "jurisdição federal por questão"). A Décima Primeira Emenda removeu da jurisdição federal os casos em que cidadãos de um estado processam o governo de outro estado. Ela não afetou a jurisdição federal em casos em que o governo estadual é autor e um cidadão de outro estado é o réu.
O poder dos tribunais federais se estende tanto a ações civis por danos e outras reparações quanto a casos criminais decorrentes da lei federal. A interação entre a Cláusula de Supremacia e o Artigo III resultou em um conjunto complexo de relações entre tribunais estaduais e federais. Os tribunais federais às vezes podem julgar casos baseados na lei estadual por meio da jurisdição por diversidade, tribunais estaduais podem decidir certas questões envolvendo a lei federal, e algumas reivindicações federais são reservadas principalmente aos tribunais estaduais por estatuto federal. Ambos os sistemas judiciários possuem jurisdição exclusiva em algumas áreas e jurisdição concorrente em outras.
A Constituição dos EUA protege a independência do Judiciário ao determinar que juízes federais permaneçam no cargo "enquanto mantiverem boa conduta"; na prática, isso geralmente significa que servem até morrerem, se aposentarem ou renunciarem. Um juiz que comete um delito enquanto estiver no cargo pode ser impugnado da mesma forma que o presidente ou outros funcionários do governo federal. Os juízes dos EUA são nomeados pelo presidente, sujeitos à confirmação pelo Senado. Outra disposição constitucional proíbe o Congresso de reduzir o salário de qualquer juiz atual do Artigo III. No entanto, o Congresso pode definir um salário menor para todos os futuros juízes que assumirem o cargo após tal redução ser aprovada.

### Relações entre os tribunais estaduais e federais
Separado, mas não inteiramente independente do sistema judiciário federal, estão os sistemas judiciários de cada estado, cada um lidando, além do direito federal quando não considerado preemptado, com as próprias leis estaduais e possuindo suas próprias regras e procedimentos judiciais. Embora os governos estaduais e o governo federal sejam legalmente soberanos duplos, a Suprema Corte dos Estados Unidos é, em muitos casos, o tribunal de apelação das Supremas Cortes Estaduais (por exemplo, exceto quando a Corte reconhece a aplicabilidade da doutrina das bases adequadas e independentes do Estado). As supremas cortes de cada estado são, por essa doutrina, a autoridade final na interpretação das leis e da Constituição do estado aplicável. Muitas disposições constitucionais estaduais são tão amplas quanto as da Constituição dos EUA, mas são consideradas "paralelas" (assim, por exemplo, se o direito à privacidade segundo uma constituição estadual for mais amplo que o direito federal à privacidade, e o fundamento invocado for explicitamente considerado "independente", a questão pode ser decidida em definitivo por uma Suprema Corte Estadual — a Suprema Corte dos EUA se recusará a tomar jurisdição).
Uma Suprema Corte Estadual, salvo por sua própria iniciativa, está vinculada apenas à interpretação da lei federal feita pela Suprema Corte dos EUA, mas não está vinculada à interpretação da lei federal feita pela corte de apelação federal do circuito no qual o estado está incluído, nem pelos tribunais distritais federais localizados no estado, como resultado do conceito de soberanos duplos. Por outro lado, um tribunal distrital federal que julga uma questão envolvendo apenas uma questão de direito estadual (geralmente por meio de jurisdição por diversidade) deve aplicar o direito substantivo do estado no qual o tribunal está localizado, como resultado da aplicação da Doutrina Erie; no entanto, ao mesmo tempo, o caso é julgado sob as Regras Federais de Processo Civil, as Regras Federais de Processo Penal e as Regras Federais de Prova, em vez das regras processuais estaduais (ou seja, a aplicação da Doutrina Erie estende-se apenas à exigência de que um tribunal federal que invoca jurisdição por diversidade aplique o direito substantivo estadual, mas não o direito processual estadual, que pode ser diferente). Juntas, as leis dos governos federal e estaduais formam o direito dos Estados Unidos.

## Orçamento

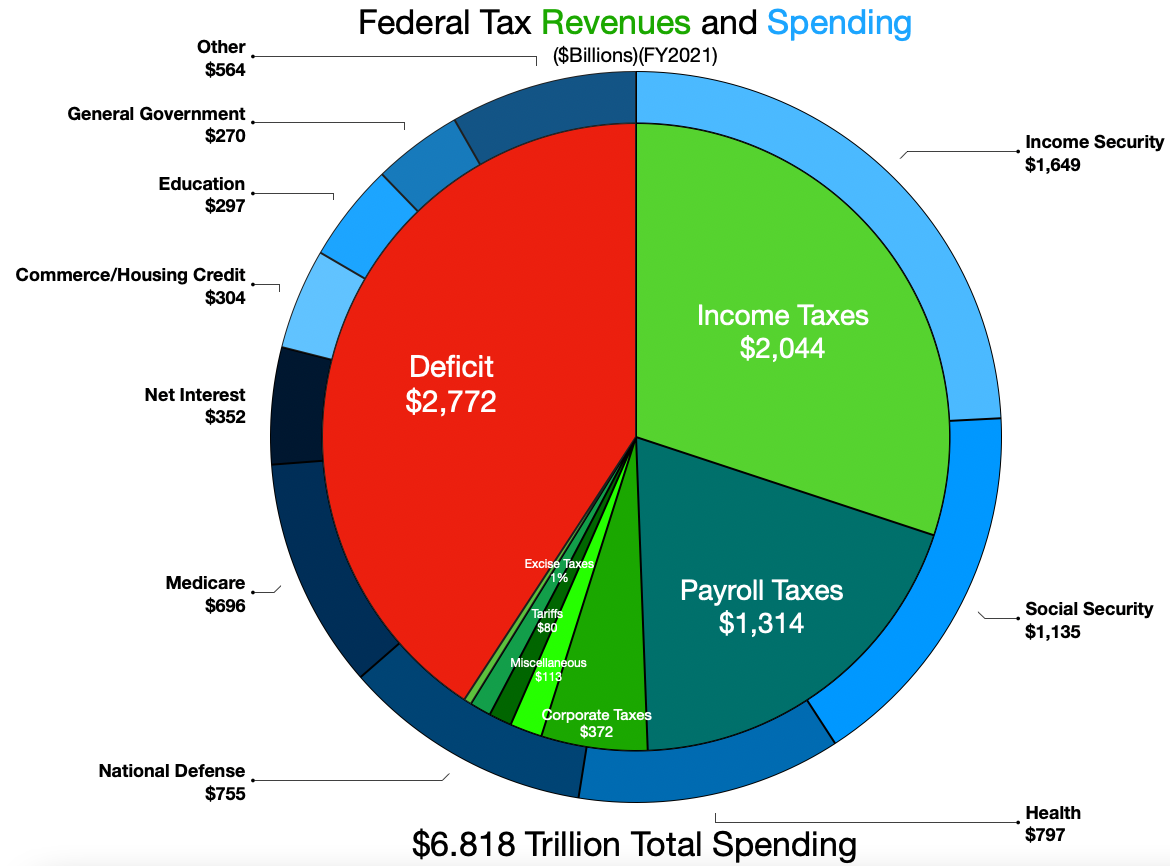
Receita e gastos federais do governo federal dos EUA em 2021

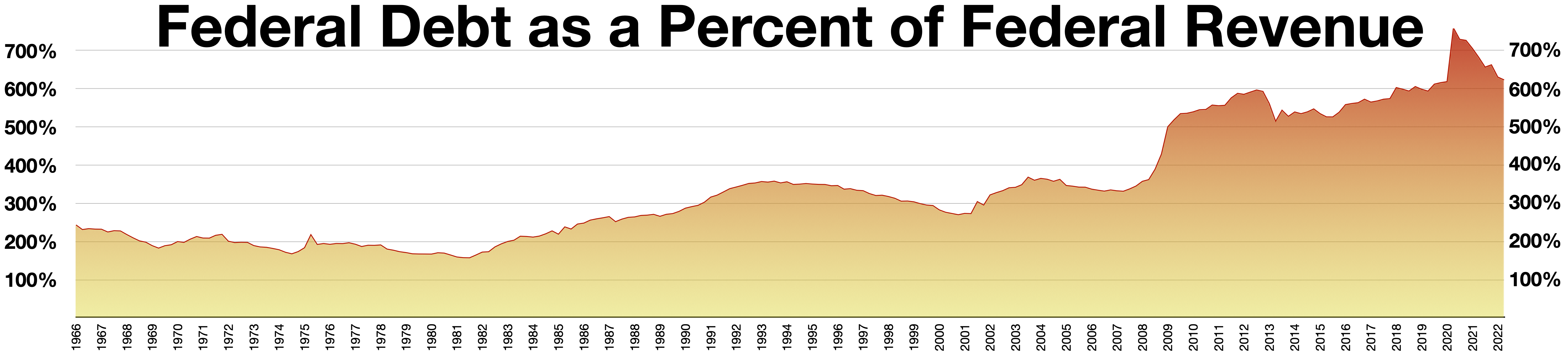
A relação financeira da dívida federal em relação à receita federal de 1996 a 2022

O documento orçamentário geralmente começa com a proposta do presidente ao Congresso, recomendando os níveis de financiamento para o próximo ano fiscal, que começa em 1º de outubro e termina em 30 de setembro do ano seguinte. O ano fiscal refere-se ao ano em que ele termina.
Para o ano fiscal (FY) de 2018, o governo federal gastou US$ 4,11 trilhões. Os gastos representaram 20,3% do produto interno bruto (PIB), valor igual à média dos últimos 50 anos. O déficit foi de US$ 779 bilhões, equivalente a 3,8% do PIB. A receita tributária totalizou US$ 3,33 trilhões, com as seguintes categorias de arrecadação: impostos sobre a renda individual (US$ 1.684 bilhões ou 51%), impostos da Previdência Social/Seguro Social (US$ 1.171 bilhões ou 35%) e impostos corporativos (US$ 205 bilhões ou 6%).

## Empregados
O governo federal dos Estados Unidos tinha cerca de 2.260.000 funcionários civis no ano fiscal de 2023, sendo aproximadamente 160.000 desses localizados no Distrito de Colúmbia (não incluindo o Serviço Postal dos Estados Unidos).

## Eleições e voto

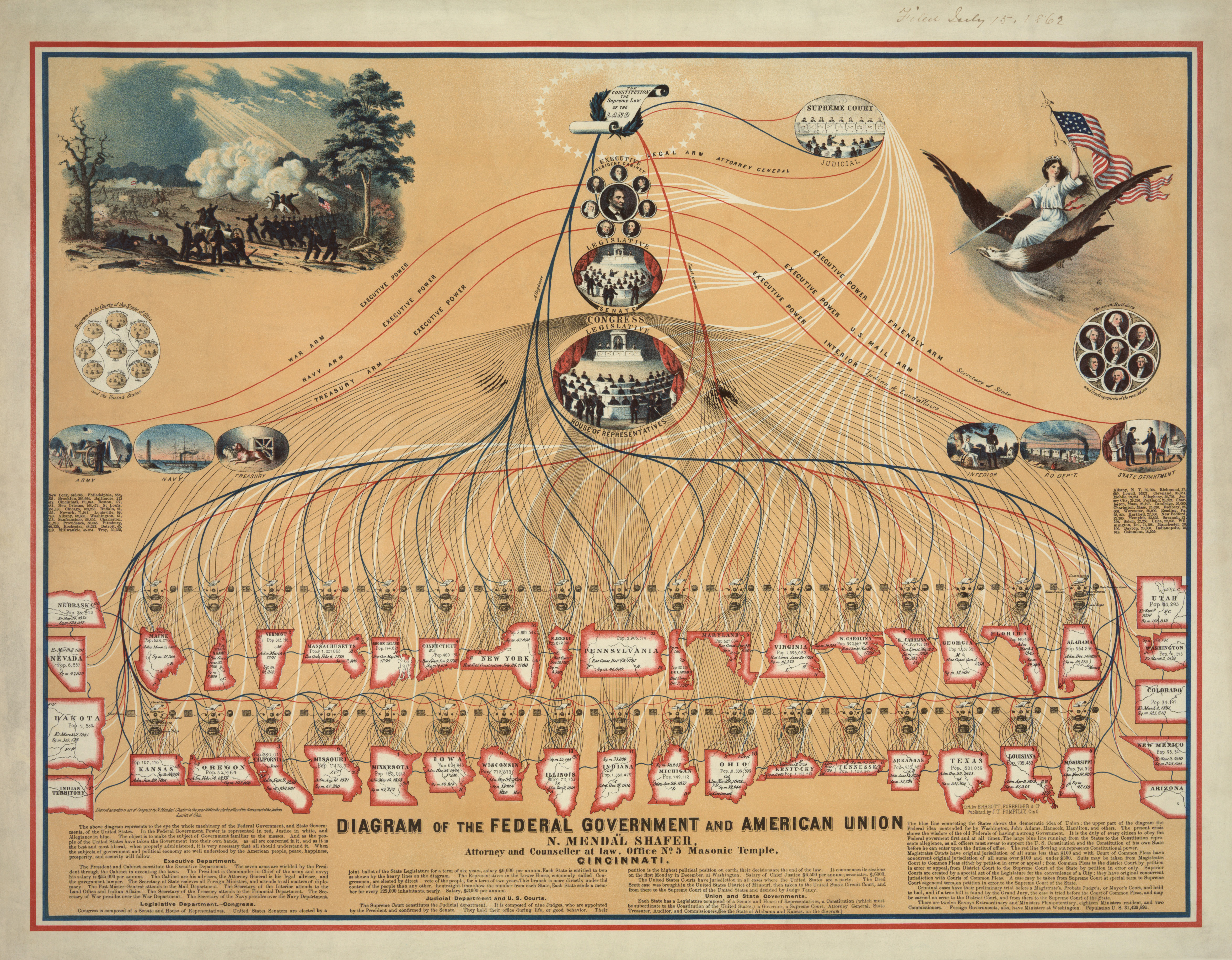
Diagrama do Governo Federal e da União Americana em 1862

O sufrágio, conhecido como o direito de votar, mudou significativamente ao longo do tempo. Nos primeiros anos dos Estados Unidos, o voto era considerado uma questão dos governos estaduais e era comumente restrito a homens brancos proprietários de terras. As eleições diretas eram realizadas principalmente apenas para a Câmara dos Representantes dos EUA e para as legislaturas estaduais, embora os órgãos específicos eleitos pelo eleitorado variassem de estado para estado. Sob esse sistema original, ambos os senadores que representavam cada estado no Senado dos EUA eram escolhidos por voto da maioria da legislatura estadual. Desde a ratificação da Décima Sétima Emenda, em 1913, os membros das duas casas do Congresso passaram a ser eleitos diretamente. Atualmente, os cidadãos dos EUA possuem sufrágio quase universal, sob proteção igual das leis, a partir dos 18 anos, independentemente de raça, sexo ou riqueza. A única exceção significativa a isso é a perda de direitos políticos de criminosos condenados, e, em alguns estados, também de ex-criminosos.
Sob a Constituição dos EUA, a representação dos territórios dos EUA e do distrito federal de Washington, D.C., no Congresso é limitada: embora os residentes de Washington, D.C., estejam sujeitos às leis federais e aos impostos federais, seu único representante no Congresso é um delegado sem direito a voto; no entanto, eles participam das eleições presidenciais desde 29 de março de 1961.
Os residentes de Porto Rico, com exceção dos funcionários federais, não pagam imposto de renda federal pessoal sobre rendimentos originados em Porto Rico e não pagam a maioria dos impostos especiais federais (por exemplo, o imposto federal sobre a gasolina); no entanto, os porto-riquenhos pagam todos os outros impostos federais, incluindo os impostos federais sobre folha de pagamento que financiam a Previdência Social e o Medicare; o imposto FUTA; e impostos sobre negócios, doações e heranças. Porto Rico é representado no Congresso por um Comissário Residente, um delegado sem direito a voto.

## Governos estaduais, tribais e locais
Os governos estaduais exercem a maior influência sobre a vida cotidiana da maioria dos americanos. A Décima Emenda proíbe o governo federal de exercer qualquer poder que não lhe tenha sido delegado pela Constituição; como resultado, os estados lidam com a maioria das questões mais relevantes para os indivíduos dentro de sua jurisdição. Como os governos estaduais não estão autorizados a imprimir moeda, geralmente precisam arrecadar receita por meio de impostos ou emissão de títulos. Por isso, os estados tendem a impor cortes orçamentários severos ou aumentar impostos sempre que a economia está em declínio.
Cada estado possui sua própria constituição escrita, governo e código de leis. A Constituição dos EUA estipula apenas que cada estado deve ter “um Governo Republicano”. Assim, existem grandes diferenças nas leis e procedimentos entre os estados, em questões como propriedade, crime, saúde e educação, entre outras. O mais alto cargo eleito em cada estado é o de governador, seguido do vice-governador. Cada estado também possui uma legislatura estadual eleita (o bicameralismo é uma característica de todos os estados, exceto Nebraska), cujos membros representam os eleitores do estado. Cada estado mantém seu próprio sistema judiciário. Em alguns estados, os juízes das cortes supremas e inferiores são eleitos pelo povo; em outros, são nomeados, como ocorre no sistema federal.
Como resultado do caso julgado pela Suprema Corte Worcester v. Georgia, as tribos indígenas americanas são consideradas “nações domésticas dependentes” que operam como governos soberanos sujeitos à autoridade federal, mas, em alguns casos, fora da jurisdição dos governos estaduais. Centenas de leis, ordens executivas e decisões judiciais modificaram o status governamental das tribos em relação aos estados, mas os dois continuam sendo reconhecidos como corpos distintos. Os governos tribais variam em complexidade, desde conselhos simples que administram todos os assuntos tribais até burocracias grandes e complexas com diversos ramos de governo. Atualmente, as tribos são incentivadas a formar seus próprios governos, com o poder concentrado em conselhos tribais eleitos, presidentes tribais eleitos ou líderes indicados religiosamente (como no caso dos pueblos). A cidadania tribal e o direito ao voto geralmente são restritos a indivíduos de descendência indígena, mas as tribos são livres para definir os critérios de cidadania que desejarem.
As instituições responsáveis pelos governos locais dentro dos estados são, tipicamente, os condados, os municípios e os distritos de finalidade especial, que elaboram leis aplicáveis à sua área específica. Essas leis dizem respeito a questões como trânsito, venda de bebidas alcoólicas e guarda de animais. Um condado é uma subdivisão administrativa ou política de um estado, enquanto a Luisiana e o Alasca têm subdivisões equivalentes chamadas, respectivamente, de paróquias e boroughs. Os poderes específicos dos governos dos condados variam amplamente entre os estados, sendo que, em Connecticut, Rhode Island e algumas partes do Alasca e de Massachusetts, eles têm pouco ou nenhum poder, existindo apenas como divisões geográficas. Em outras áreas, os condados têm mais poder, como a cobrança de impostos e a manutenção de agências de segurança pública. Vinte estados subdividem ainda seus condados em municípios civis. Centros populacionais podem ser organizados em municípios incorporados de diversos tipos, como cidade, vila, e distrito (borough). Essas entidades municipais também variam de estado para estado e geralmente são subordinadas ao governo do condado ou do município civil. No entanto, muitas regiões rurais e suburbanas estão em áreas não incorporadas, que não possuem governo municipal abaixo do nível de condado ou município civil. Algumas cidades se consolidaram com seus governos de condado, formando cidades-condado consolidadas, ou foram legalmente separadas dos condados para se tornarem cidades independentes. Os estados também podem criar distritos de finalidade especial, que desempenham uma função específica ou um conjunto de funções relacionadas dentro de uma área situada em um ou mais condados ou municípios, como distritos escolares, de gestão de água, de combate a incêndios e de bibliotecas.